# Zealandotachina tenuis
Zealandotachina tenuis är en tvåvingeart som beskrevs av Malloch 1938. Zealandotachina tenuis ingår i släktet Zealandotachina och familjen parasitflugor. Inga underarter finns listade i Catalogue of Life.